# Allodissus
Allodissus is een kevergeslacht uit de familie van de boktorren (Cerambycidae). De wetenschappelijke naam van het geslacht werd voor het eerst geldig gepubliceerd in 1926 door Schwarzer.

## Soorten
Allodissus is monotypisch en omvat slechts de volgende soort:
- Allodissus sulcatipennis Schwarzer, 1926